# Бхоканал, Датту Бабан
Датту Бабан Бхоканал (хинди दत्तू बबन भोकानल, род. 5 апреля 1991, Чандвад, Махараштра) — индийский гребец, участник летних Олимпийских игр 2016 года, чемпион летних Азиатских игр 2018 года, серебряный призёр чемпионата Азии 2015 года, многократный чемпион Индии, лауреат спортивной премией «Арджуна».

## Биография
Датту Бабан Бхоканал родился в 1991 году в небольшой деревне Чандвад, расположенной в штате Махараштра. Поскольку семья была бедной, то Датту с самого детства начал работать, помогая отцу рыть колодцы, а также параллельно работая каменщиком, официантом, помощником на ферме, чтобы помочь прокормить семью. В 2007 году он бросил школу и стал работать на бензоколонке. В 2010 году Датту вернулся в школу, однако не смог её закончить, поскольку в 2011 году умер его отец и Датту стал единственным кормильцем в семье. В 2012 году Бхоканал принял решение поступить на службу в индийскую армию.
Во время службы в армии Датту начал заниматься академической греблей, при этом он боялся воды. В 2014 году Бхоканал выиграл национальный чемпионат в соревнованиях одиночек и попал в состав сборной Индии для участия в летних Азиатских играх в Инчхоне. На соревнованиях Датту выступал в двойках парных вместе с Омом Пракашем. Индийская двойка смогла пробиться в финале соревнований, но показала там только 5-й результат. В 2015 году Датту завоевал серебряную награду чемпионата Азии в Пекине, уступив лишь хозяину соревнований Цзан Ха. В апреле 2016 года Бхоканал принял участие в олимпийской квалификационной регате стран Азии и Океании. По итогам соревнований Датту стал единственным представителем Индии, кому удалось завоевать олимпийскую лицензию.
В августе 2016 года Датту Бхоканал дебютировал на летних Олимпийских играх. До начала соревнований в мужских одиночках Международная федерация гребного спорта на своём официальном сайте включила Датту в список семи дебютантов Олимпийских игр, на кого следует обратить внимание. На предварительном этапе индийский гребец отстал от победителя заезда на 14 секунд, тем не менее, заняв третье место, он смог напрямую квалифицироваться в четвертьфинал, минуя отборочный этап. В четвертьфинале Бхоканал также вёл борьбу за третью позицию и путёвку в полуфинал. Однако борьба с поляком Натаном Венгжицким-Шимчиком шла только до середины заезда, после чего польский гребец смог оторваться от Бхоканала и на финише выиграл у соперника 6 секунд. По результатам классификационных заездов индийский гребец занял итоговое 13-е место.
В 2017 году Датту был включён в список индийской версии журнала Forbes «30 до 30 лет». На летних Азиатских играх 2018 года Датту выступал сразу в двух дисциплинах. В одиночках индийский гребец дошёл до финала, но с большим отставанием от всех соперников занял там последнее место. Главного успеха Бхоканал добился в составе четвёрки парной. В финале соревнований индийский квартет более 3 секунд выиграл у гребцов из Индонезии и стал обладателем золотых наград. В 2020 году правительство Индии наградило Датту Бхоканала спортивной премией «Арджуна» за достижения в академической гребле.